# Daniel Köllerer
Daniel Köllerer (Wels, Àustria, 17 de novembre de 1983) és un tennista professional austríac.
Conegut per la seua controvertida actitud en la pista de voler sempre discutir amb l'àrbirtre, l'altre jugador i fins a amb el públic mateix; malgrat açò posseeix un gran talent tennístic, però que no ho pot reflectir totalment al llarg de l'any. És conegut pels seus bons resultats durant 2005 i 2006 en la gira llatinoamericana de Challengers en terra batuda, actualment Copa Petrobras de Tennis.
És mal anomenat pels seus amics com "Crazy Dany" i dins de les particularitats respecte al seu comportament es troben una petició realitzada durant un challenger a Aracajú en 2005 per més de 40 jugadors de tennis demanant la seua expulsió. L'alemany Tomas Behrend el qualificà com "el tennista més brut de la història". Alguns dels jugadors con los que tingué incidents foren Juan Martín del Potro, Federico Luzzi (qui el colpejà després d'un partit) i Nicolás Almagro (al que insultà durant un partit i després fou sancionat per 6 meses pel fet).
El 31 de maig de 2011 va ser sancionat de per vida per arranjar partits per la Tennis Integrity Unit.
Fou un dels pocs tennistes que pogué derrotar a l'argentí Guillermo Cañas en la seua tornada al tennis a finals del 2006.